# La bella avventuriera
La bella avventuriera (The Wicked Lady) è un film del 1945 diretto da Leslie Arliss. La storia è basata sul romanzo The Life and Death of the Wicked Lady Skelton di Magdalen King-Hall, che a sua volta si era ispirata agli eventi (controversi) della vita di Lady Katherine Ferrers, moglie del maggiore proprietario terriero a Markyate, contea dell'Hertfordshire, in Inghilterra.

## Trama
Nell'Inghilterra della seconda metà del '600 Carolina, orfana dei genitori, vive nella sontuosa dimora di Sir Ralph Skelton, ricco proprietario terriero, che la ospita da vari anni nella sua casa, considerandola come una persona di famiglia. La giovane è innamorata dell'uomo che, dopo un primo momento di riflessione, decide infine di sposarla.
Per le nozze Carolina invita la sua affascinante amica e cugina, ma di umili e modeste origini, Barbara, ma quando la presenta a Sir Ralph, questo rimane letteralmente catturato dall'avvenenza e bellezza della donna, la quale, conscia dell'attrazione che l'uomo ha per lei, pur non ricambiando gli stessi sentimenti, intuisce la possibilità di cambiare il proprio rango sociale e "soffia" letteralmente l'uomo alla promessa sposa ed amica.
Carolina, di animo mite e nobile, desidera solo la felicità di Ralph e pur con dolore, rinuncia a sposarlo, consentendo le nozze di questo con Barbara.  Per ridurre lo scandalo, al matrimonio finge di essere la damigella d'onore. Il padre di Barbara le regala la preziosa spilla rubino appartenuta alla defunta mamma, dalla quale la giovane giura che non si separerà mai.
Nella sfarzosa festa che segue alla funzione religiosa Barbara incontra l'affascinante Kit Locksby ed è amore a prima vista per entrambi, ma troppo tardi.
Passano mesi e la vita coniugale nella isolata tenuta rurale non soddisfa Lady Barbara Skelton, che aspirerebbe a feste mondane. Scoperta una stanza disabitata nella dimora con un passaggio segreto che conduce all'aperto, la donna vi si trasferisce, abbandonando il letto coniugale sotto gli sguardi stupiti di tutti.
Carolina, conscia degli attriti tra i novelli sposi, credendo che la sua presenza sia inopportuna, decide per il bene comune di andare via dalla dimora e trasferirsi a Londra presso uno zio.
Una visita dei cognati, Lady Henrietta Kingsclere e del marito Lord Kingsclere, non diminuisce la noia dell'insoddisfatta e nevrotica Barbara che, in una partita a carte con questi, perde tutti i suoi gioielli compresa la preziosa spilla rubino.
Adirata e furibonda per aver perso il monile della madre, ascolta per caso Ralph parlare del noto bandito, il capitano Jerry Jackson, il quale terrorizza la zona con i suoi continui assalti e furti. Con il proposito di recuperare il monile, Barbara si maschera da bandito e assalta la diligenza con cui i cognati stanno rientrando a casa. Sotto la minaccia delle armi, rapina così la cognata di tutti i gioielli perduti al gioco, compresi quelli di proprietà della donna.
Forte di questa esperienza ed eccitata dal pericolo e dall'avventura, Barbara continua di nascosto ad effettuare rapine, spacciandosi per il capitano Jackson, finché una sera durante una ennesima sortita, Barbara si imbatte con il vero bandito, il quale, divertito nello scoprire che il suo concorrente è una bella donna, la invita alla sua bettola. I due diventano amanti e soci nella criminalità.
Si susseguono furti e rapine, finché Barbara, durante un ricevimento di amici in casa, viene a conoscenza da Ned Cotterill, un giovane agricoltore impiegato ora come una delle guardie di scorta delle diligenze, del prossimo trasporto di un carico d'oro. Jackson, pur disapprovando l'idea, temendo che la protezione armata alla carrozza possa creare problemi, cede all'insistenza di Barbara, eccitata dal rischio. La rapina ha uno sviluppo drammatico, infatti Cotterill, durante l'inseguimento dei due, viene casualmente ucciso da Barbara, la quale mirava invece al suo cavallo per fermarlo.
Hogarth, il vecchio servo di famiglia, scopre la doppia vita di Barbara ed ha un incontro con la donna in cui le comunica di essere a conoscenza delle sue scorrerie, tuttavia il suo fervore religioso non gli consente di denunciarla e ravvisando in Barbara un pentimento, le promette che se ella condurrà da ora in poi una vista casta e religiosa, terrà per sé il segreto.
Per un breve periodo di tempo Barbara si dimostra fervente ed osservante ma poi, stufa e irritata, decide di avvelenare il povero vecchio per sbarazzarsi così di un incomodo testimone, dopodiché si reca da Jackson per spiegargli il motivo della sua assenza prolungata, ma lo trova nelle braccia di un'altra donna. Infuriata ed in preda ad una forte collera verso l'uomo, lo denuncia anonimamente rivelando il suo nascondiglio. Jackson, catturato, è condannato a morte e trasferito a Londra.
Barbara pentita per la condanna dell'uomo, si reca al patibolo nel giorno dell'impiccagione con Carolina, la quale non sa spiegarsi il motivo di tale presenza. Nell'esecuzione della sentenza di morte vi è una sommossa popolare e le due donne vengono salvate da Kit Locksby, il quale aveva incontrato a Londra Carolina, a cui aveva chiesto la mano, pur essendo ancora in cuor suo innamorato di Barbara.
La rivolta permette ai complici di Jackson di slegarlo dalla corda e salvarlo. L'uomo furioso irrompe attraverso il passaggio segreto nella camera da letto di Barbara. Jackson la terrà in suo potere e i due iniziano di nuovo ad effettuare rapine, ma Barbara, stufa dell'uomo, durante una rapina improvvisamente gli spara e lo uccide.
A questo punto la donna, conscia delle nefandezze commesse, vorrebbe abbandonare Ralph e fuggire con Kit fuori dall'Inghilterra per iniziare una nuova vita. Il giovane è tentato, anche se propenso a rispettare l'obbligo con Carolina, dicendo a Barbara che comunque l'ostacolo al loro amore è il suo matrimonio con Ralph, matrimonio che non può essere annullato.
Nel frattempo Ralph confessa a Carolina che lei è la sola donna che egli abbia mai amato e dello sbaglio fatto, per una improvvisa infatuazione, a sposare Barbara. Kit, venuto a conoscenza di ciò, comunica a Ralph e Carolina il suo amore per Barbara, i tre sono raggianti e pensano di recarsi da Barbara e comunicarle ciò, Ralph si unirà con Carolina e lei potrà sposare Kit.
Nell'ultimo colpo di scena, Barbara, non ancora al corrente di ciò e considerando Ralph come l'unico ostacolo tra lei e Kit, si traveste da bandito e tenta di uccidere l'uomo, ma Kit reagisce e spara, ferendo la donna che fugge via a cavallo.
Mortalmente ferita, Barbara torna trascinandosi nella sua camera attraverso il passaggio segreto, dove Carolina la trova accertando la verità. Carolina chiama Kit per assistere la sua amata morente, che gli confessa le rapine e gli assassini commessi implorando l'uomo di prenderla e farla morire tra le sue braccia, ma Kit è sconvolto dalla mostruosità dei suoi crimini e andandosene la lascia morire da sola.
Dopo la morte di Barbara, Carolina e Ralph si riuniscono, decisi a mettere il passato dietro di loro e vivere felicemente insieme.

## Produzione
Il film è stato realizzato a Gainsborough, nella contea inglese del Lincolnshire e a Blickling Hall nella storica residenza situata nel villaggio inglese di Blickling, nei pressi di Aylsham, nel Norfolk (Inghilterra centro-orientale), costruita tra il 1617 e il 1627.
Il film aveva incontrato dei problemi di censura a causa dei vestiti femminili di Margaret Lockwood, giudicati troppo succinti per l'epoca.

## Accoglienza

### Critica
(Mario Gromo, La Stampa, 7 novembre 1946)